# Universidade Politécnica do Noroeste dos Estados Unidos

A Universidade Politécnica do Noroeste dos EUA (NPU) (em inglês, Northwestern Polytechnic University) é uma instituição privada de ensino superior localizada em Fremont, Califórnia, EUA. Fundada em 1984, a escola acumula vários prêmios de bacharel, mestrado e doutorado em ciência, tecnologia e gestão. A universidade participa de um pequeno grupo de universidades politécnicas dos Estados Unidos, que tendem a ser essencialmente dedicadas à instrução de artes técnicas e ciências aplicadas.

## História
Foi fundada por Dr. Ramsey Carter e Dra. Barbara Brown em 2 de janeiro de 1984 e incorporada como uma organização pública sem fins lucrativos da Califórnia. Na época, respondendo a uma forte demanda no vale do silício por engenheiros qualificados, a escola de engenharia começou a conceder bacharéis em Engenharia Elétrica a partir de novembro de 1984, seguido pelo mestrado em engenharia elétrica em 1985. A NPU abriu após vagas para engenheiros de sistemas de computação, tanto a licenciatura como mestrado em 1987. A partir de 23 de fevereiro de 1989 a instuição passou a contar com total aprovação institucional pelo Departamento de Educação da Califórnia.
A Escola de Negócios foi criada em 1995, passando a oferecer bacharel e mestrado em Administração e também bacharel em Ciências da Informação. Ao mesmo tempo, a Escola de Engenharia continuou a expandir seus programas, oferecendo bacharelado e mestrado em Ciência da Computação. Em janeiro de 1998, o Conselho de Credenciamento para Faculdades e Escolas Independentes (ACICS) acreditado NPU a conceder graus de bacharel e mestre.